# Blastoma
Un blastoma és un tipus de càncer, més freqüent en nens, que és causat per malignització de cèl·lules precursores, sovint anomenades blasts. El sufix -blastoma s'utilitza per a implicar un tumor de cèl·lules primitives, incompletament diferenciades (o precursores), per exemple, el condroblastoma està compost per cèl·lules que s'assemblen al precursor dels condròcits.

## Tipus
- Hepatoblastoma
- Medulloblastoma
- Nefroblastoma
- Neuroblastoma
- Pancreatoblastoma
- Blastoma pleuropulmonar
- Retinoblastoma
- Glioblastoma multiforme